# 阪奈道路
阪奈道路（はんなどうろ）は、大阪府と奈良県とを生駒山地を越えて結ぶ道路。大阪府大東市寺川付近から奈良県奈良市尼ヶ辻付近までを指す。1958年12月25日に有料道路として開通し、1981年12月25日に無料開放された。日本道路公団が建設。

## 概要

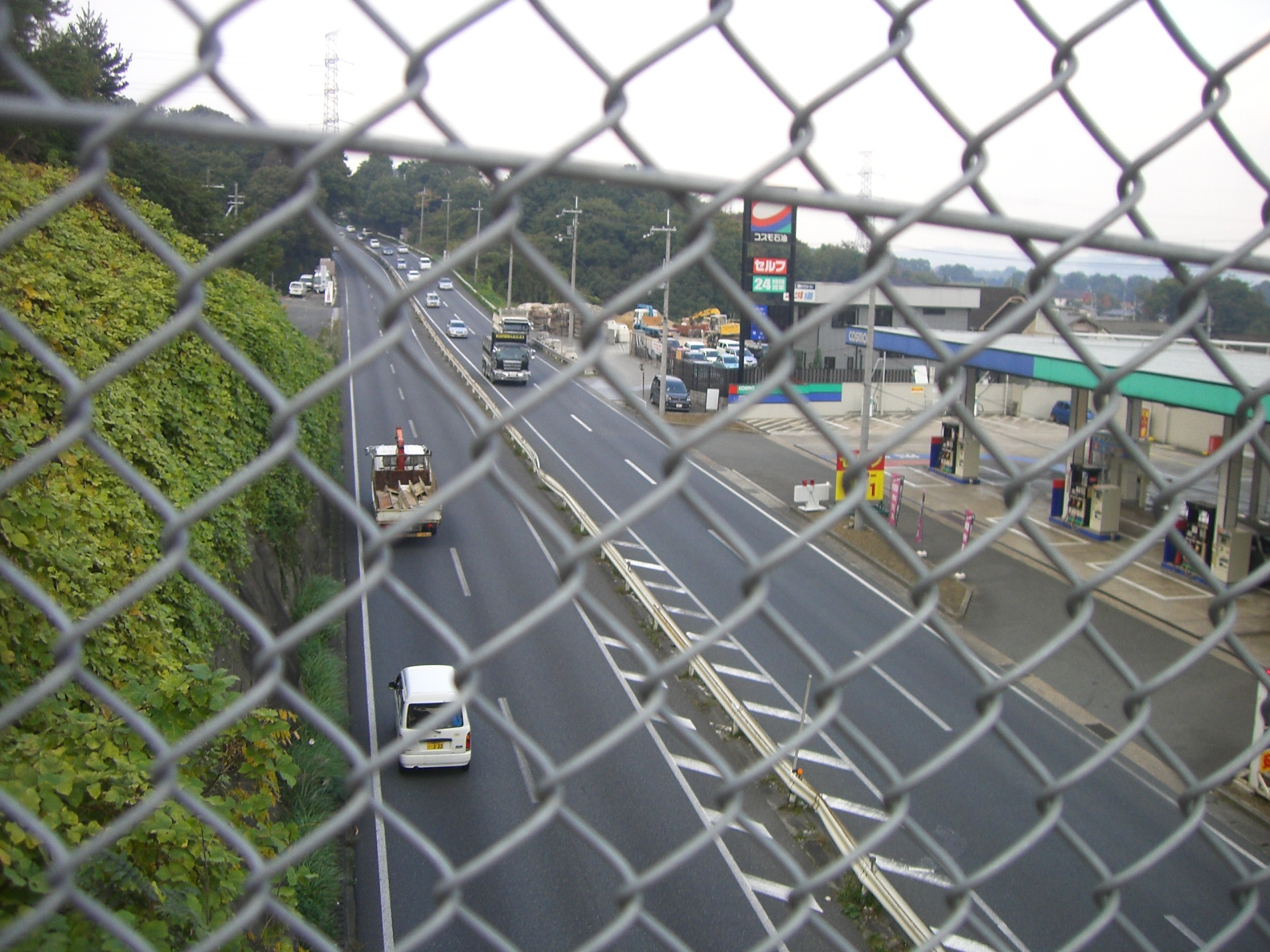
阪奈道路（生駒市内）

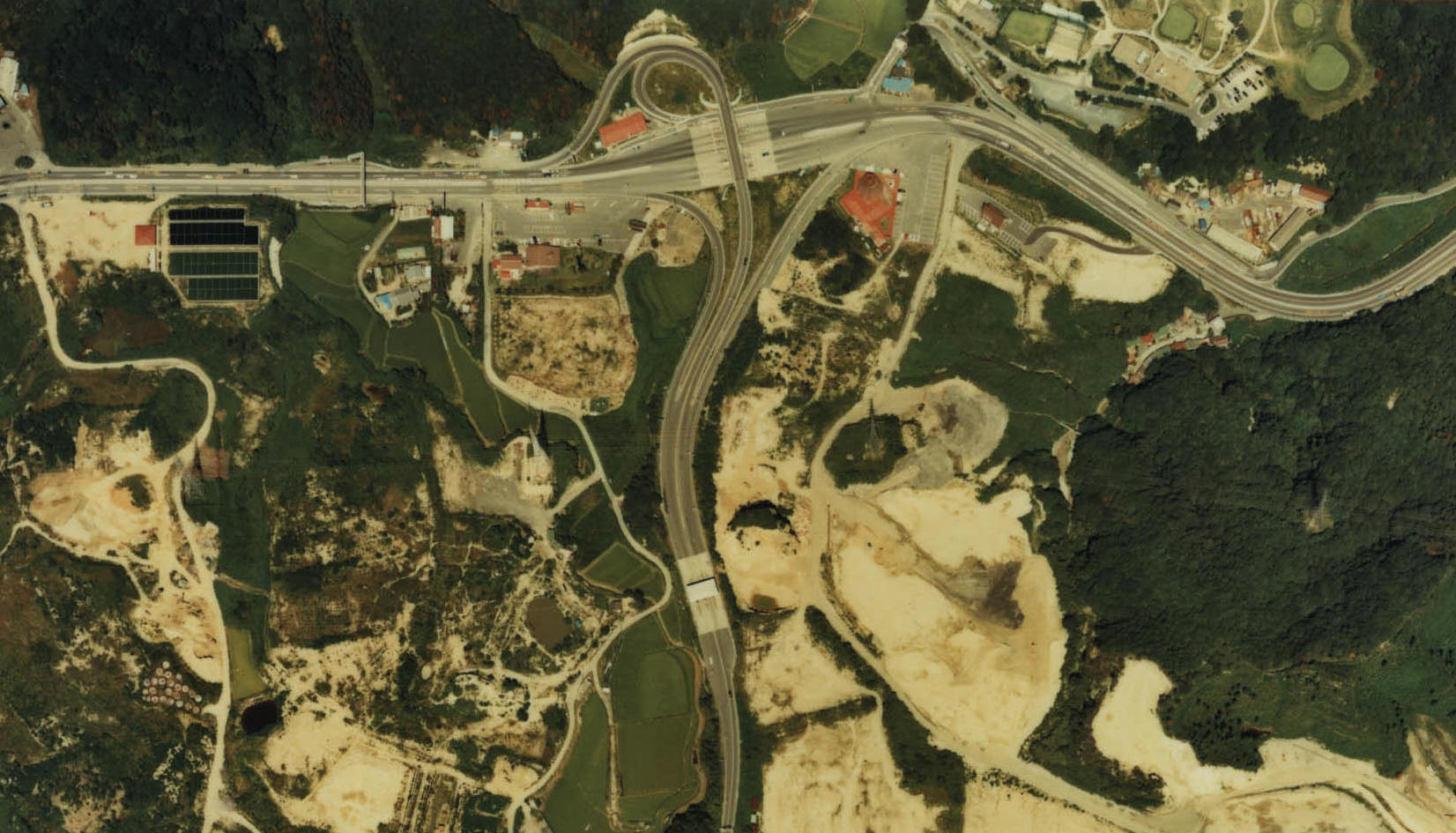
有料時代の料金所（上部）

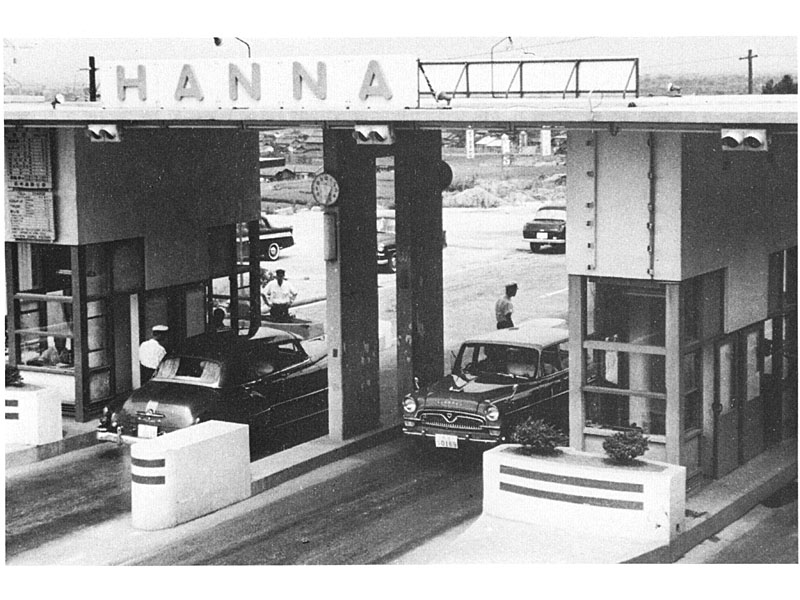
有料時代の料金所

当道路は、古代より大阪から奈良へと向かう大和街道のひとつとして存在していた。明治時代、その街道が古堤街道と命名され、その道筋は後の府道701号中垣内南田原線となったが、自動車の普及による交通量の増大に対応すべく、1958年に現在の道筋を通る有料道路として開通した。
開通当初は全線2車線、中間ICは当時の田原村（後の登山口IC）、生駒町（後の生駒IC）、三碓町（現存しない）の3箇所で、大東市寺川と生駒ICに本線料金所が存在した。その後、日本万国博覧会に合わせて1967年から1970年にかけて大規模な改良工事が行われ、全線4車線化された。
無料開放直前には、登山口ICに接続している信貴生駒スカイラインのガード下と富雄ICに本線料金所があり、この両ICはランプ上にも料金所があった。無料開放以降、信号や開口部（一部は有料時代から存在していた）が設けられ、若干ではあるが商業施設も建てられている（登山口IC近くに開店した近鉄観光系レストラン生駒山百楽は有料道路時代から存在していたが、すでに閉店して更地になっている。）。高規格道路ではあるものの、高速自動車国道に比べると全体的に勾配がきつく、アップダウンも多く、カーブも多い。全線片側二車線。開通当初は大阪府側は現在の西行（下り線）は存在せず、東行（上り線）にあたる部分のみが、対面通行になっていた。また、奈良県側は菅原交差点から南東方向に伸び、三条通り（現国道308号）に接続するルート（三条菅原線）しか存在しなかった（当時、大宮通り(大宮通り線)・現国道369号が存在しなかったため）。
その後、大阪側の急勾配に対応して大阪万国博覧会事業として1970年3月8日に大東市の竜間以西の区間に現在の西行き（下り線）が増設され、東行（上り線）と分離された。その道筋は古代の善根寺越と言われる街道の道筋を踏襲している。同様の増設例としては東名高速道路大井松田IC - 御殿場IC間がある。
西行（下り線）では名阪国道の福住IC - 天理東IC間と同様に四輪自動車のスピード出しすぎによる玉突き、カーブを曲がりきれずに側壁・分離帯・ガードレールに激突などの事故が多発する。無料化後の1980年代後半には無謀な運転をする車両による死亡事故が多発した。そのため、登山口IC以西の区間においては毎週日曜日0:00 - 6:00はオートバイと原付の通行が禁止されている。しかし、今でも二輪、四輪を問わず、ローリング族などの違法競走型暴走族の出没が後を絶たない。
奈良県側では直線区間が続く部分があり、下り勾配に差し掛かると速度超過になりやすい。同区間ではパトカーや白バイによる取締りの頻度も高い。
現在は、もともと有料であった区間（狭義の阪奈道路）を含めて、大阪府道・奈良県道8号大阪生駒線の全線と奈良県道1号奈良生駒線の大部分（大阪市城東区の蒲生四丁目 - 奈良市の二条大路南一丁目、延長25.4km）を、広義の意味で阪奈道路と呼ぶことも多い。近年では第二阪奈有料道路の開通や阪奈道路の北側をやや平行する国道163号の清滝トンネルの開通で交通量は若干減っているが、依然として大阪と奈良を結ぶ主要幹線道路である。
奈良県道1号奈良生駒線と大阪府道・奈良県道8号大阪生駒線の接続点は生駒市の辻町ICである。辻町ICは国道168号との交点であるが、奈良市内方面への出入口は未整備となっており、大阪方面のみが供用されている。
国道1号終点・国道2号起点・国道25号終点・国道26号起点・国道176号終点として有名な、JR大阪駅前の梅田新道交差点から国道1号京都市方面へ東進すると、道なりにカーブは存在するものの、交差点の右左折を一度もすることなく、近鉄奈良駅や奈良県庁前や奈良公園と言った奈良市街に達することができる。
一方、奈良市から大阪市を目指す場合には、左折1回のみで梅田新道交差点に達することができる。さらに西側を道なりに進めば、国道2号から北港通となり国道43号を越えて舞洲へ行ける。
なお、大阪側の阪奈道路が完成する以前の道筋として大阪府道・奈良県道701号中垣内南田原線がほぼ当時の道筋を踏襲している。

## インターチェンジなど
※ 無料開放後に設置された施設については背景色を■で表示

※ 交差する場所の括弧書きは地名、それ以外は交差点名で表示

※ 過去有料道路として指定されていた区間は、寺川／中垣内〜二条大路南五丁目／都橋の区間である。
| 交差する道路                                             | 交差する場所 | 交差する場所 | 交差する場所 | 交差する場所     | 備考             | 路線                  |
| -------------------------------------------------------- | ------------ | ------------ | ------------ | ---------------- | ---------------- | --------------------- |
| 大阪府道8号大阪生駒線（梅田新道・蒲生4方面）             |              |              |              |                  |                  |                       |
| 国道170号                                                | 大阪府       | 大東市       | 大東市       | 寺川             | 東行入口         | 大阪府道8号大阪生駒線 |
| 国道170号                                                | 大阪府       | 大東市       | 大東市       | 中垣内           | 西行出口         | 大阪府道8号大阪生駒線 |
|                                                          | 大阪府       | 大東市       | 大東市       | 竜間             |                  | 大阪府道8号大阪生駒線 |
| 〈信貴生駒スカイライン〉                                 | 大阪府       | 大東市       | 大東市       | 登山口IC         |                  | 大阪府道8号大阪生駒線 |
| 〈信貴生駒スカイライン〉                                 | 大阪府       | 四條畷市     |              | 登山口IC         |                  | 大阪府道8号大阪生駒線 |
| 大阪府道701号中垣内南田原線                              | 大阪府       | （上田原）   |              |                  |                  | 大阪府道8号大阪生駒線 |
| 奈良県道142号生駒停車場宛木線                            | 奈良県       | 生駒市       | 生駒市       | 生駒IC           |                  | 奈良県道8号大阪生駒線 |
| 国道168号                                                | 奈良県       | 生駒市       | 生駒市       | 辻町IC           | 大阪方面出入口   | 奈良県道8号大阪生駒線 |
| 国道168号                                                | 奈良県       | 生駒市       | 生駒市       | 辻町IC           | 大阪方面出入口   | 奈良県道1号奈良生駒線 |
| 奈良県道702号大阪枚岡奈良線                              | 奈良県       | 奈良市       | 奈良市       | 富雄IC           |                  |                       |
| 奈良県道7号枚方大和郡山線                                | 奈良県       | 奈良市       | 奈良市       | 阪奈三碓         |                  |                       |
|                                                          | 奈良県       | 奈良市       | 奈良市       | 学園前IC         |                  |                       |
| 〈第二阪奈有料道路〉                                     | 奈良県       | 奈良市       | 奈良市       | 宝来ランプ       | 奈良方面のみ接続 |                       |
| 都市計画道路〈大和中央道〉                               | 奈良県       | 奈良市       | 奈良市       | 阪奈宝来         |                  |                       |
| 国道308号                                                | 奈良県       | 奈良市       | 奈良市       | 菅原             |                  |                       |
|                                                          | 奈良県       | 奈良市       | 奈良市       | 菅原東           |                  |                       |
| 奈良県道9号奈良大和郡山斑鳩線 奈良県道52号奈良精華線     | 奈良県       | 奈良市       | 奈良市       | 二条大路南五丁目 |                  |                       |
| 国道24号                                                 | 奈良県       | 奈良市       | 奈良市       | 二条大路南一丁目 |                  |                       |
| 国道369号〈大宮通り〉 （元興寺・ならまち・奈良公園方面） |              |              |              |                  |                  |                       |

### 車線・最高速度
| 区間                        | 車線 上下線=上り線+下り線 | 最高速度 | 備考   |
| --------------------------- | ------------------------- | -------- | ------ |
| 寺川交差点→竜間付近         | 2                         | 40 km/h  | 上り線 |
| 中垣内交差点←竜間付近       | 2                         | 40 km/h  | 下り線 |
| 竜間付近 - 大阪府・奈良県境 | 4=2+2                     | 50 km/h  |        |
| 大阪府・奈良県境 - 菅原東   | 4=2+2                     | 60 km/h  |        |
| 菅原東 - 二条大路南一丁目   | 4=2+2                     | 50 km/h  | ※1     |

※1：上りの一部区間で合流のため1車線区間あり。

## バス停留所
大阪府側で近鉄バス、奈良市内で奈良交通が路線を走らせている。かつては、近鉄バスが梅田から当道路を全線走破して近鉄奈良駅や奈良ドリームランドを結んでいた。また、信貴生駒スカイラインへ乗り入れる系統もあったが、現在は府県境の生駒登山口で折り返す（バスは信貴生駒スカイライン内でUターンする）。奈良交通は、奈良国際ゴルフ場前以東に路線がある。
- 寺川東（東行）
- 大東橋（東行）
- 阪奈中垣内（西行）
- 上日下（西行、廃止）
- 竜間
- 生駒登山口西（東行）
- 生駒登山口
- 阪奈生駒（廃止）
- 富雄団地前（廃止）
- 富雄（廃止）
- 奈良国際ゴルフ場前（阪奈道路上の停留所は廃止）
  - 西行停留所は近鉄バス休止時に、東行停留所は2007年3月22日に廃止。学園前ICで立体交差する奈良市道登美ヶ丘中町線上の停留所は現存する。
- 阪奈宝来
- 阪奈菅原

## 沿線施設
- 大阪産業大学生駒キャンパス
- 緑の文化園
- 帝塚山大学
- 近畿大学農学部
- 霊山寺
- 生駒山麓公園